# Macrothele
Macrothele es un género de arañas migalomorfas de la familia Macrothelidae. Se encuentra en el Sur de Europa, África y Asia.

## Lista de especies
Según The World Spider Catalog 11.5:
- Macrothele abrupta Benoit, 1965
- Macrothele amamiensis Shimojana & Haupt, 1998
- Macrothele bannaensis Xu & Yin, 2001
- Macrothele calpeiana (Walckenaer, 1805)
- Macrothele camerunensis Simon, 1903
- Macrothele cretica Kulczynski, 1903
- Macrothele decemnotata Simon, 1909
- Macrothele gigas Shimojana & Haupt, 1998
- Macrothele guizhouensis Hu & Li, 1986
- Macrothele holsti Pocock, 1901
- Macrothele hunanica Zhu & Song, 2000
- Macrothele incisa Benoit, 1965
- Macrothele maculata (Thorell, 1890)
- Macrothele monocirculata Xu & Yin, 2000
- Macrothele palpator Pocock, 1901
- Macrothele proserpina Simon, 1909
- Macrothele raveni Zhu, Li & Song, 2000
- Macrothele segmentata Simon, 1892
- Macrothele simplicata (Saito, 1933)
- Macrothele taiwanensis Shimojana & Haupt, 1998
- Macrothele triangularis Benoit, 1965
- Macrothele variabiis Pavesi, 1898
- Macrothele vidua Simon, 1906
- Macrothele yaginumai Shimojana & Haupt, 1998
- Macrothele yani Xu, Yin & Griswold, 2002
- Macrothele yunnanica Zhu & Song, 2000